# Нуралиев, Борис Георгиевич
Бори́с Гео́ргиевич Нурали́ев (род. 18 июля 1958, Москва) — советский и российский предприниматель, один из основателей фирмы «1C». Заведующий кафедрой «Корпоративные информационные системы» Института компьютерных технологий Московского государственного университета экономики, статистики и информатики, факультета инноваций и высоких технологий Московского физико-технического института и базовой кафедры «1С» на факультете компьютерных наук Высшей школы экономики, кандидат экономических наук.

## Биография
- 1975 — Поступил в МЭСИ, начал работать по специальности «Автоматизированные системы управления» на втором курсе в научно-исследовательской лаборатории при институте.
- 1980 — Окончил институт с «красным дипломом», по распределению остался работать в МЭСИ инженером, где создавал системы автоматизированного проектирования баз данных для отечественных заводов и вёл практикум по курсу «Основы проектирования баз данных».
- 1987 — Перешёл в НИПИстатинформ Госкомстата СССР (проектный институт) на должность старшего научного сотрудника, быстро дослужился до заведующего хозрасчётным отделом[4].
- май 1990 — Отдел Нуралиева получает госзаказ, отдел пишет программу, предназначенную для «электронного телетайпа», подключаемого к IBM-совместимым компьютерам.
- конец 1990 — подписание хозрасчётным отделом Нуралиева договора на распространение электронных таблиц Lotus 1-2-3.
- 1991 — официально учреждена фирма «1С».
- 1992 — появилась первая бухгалтерская программа «1С» (изначально была написана братом Бориса — Сергеем Нуралиевым как вспомогательная программа для работы с бухгалтерией)[4].
- 1994 — начата разработка франчайзинговой программы и системы «1С:Предприятие».
- В рейтинге высших руководителей — 2010 газеты «Коммерсантъ» занял I место в номинации «Информационные технологии»[5].

## Состояние
По информации еженедельника «Forbes» со ссылкой на ЕГРЮЛ, Борис Нуралиев владеет 32 % акций ЗАО «1С». 
В 2025 году вошёл в список Forbes самых богатых людей планеты с состоянием 1,3 миллиарда долларов.

## Премии
- Премия Правительства Российской Федерации в области науки и техники (2002)[7]
- Почётная грамота Президента Российской Федерации (15 октября 2020) — за большой вклад в подготовку и проведение мирового чемпионата по профессиональному мастерству по стандартам «Ворлдскиллс» в городе Казани в 2019 году[8]
- Благодарность Президента Российской Федерации Б. Н. Ельцина (1999)

## Санкции
26 апреля 2022 года, на фоне вторжения России на Украину, попал в санкционный список Польши, так как это «может косвенно способствовать сокращению выгод, получаемых российской экономикой и властями России от их деятельности, что затруднит получение доходов, необходимых для агрессивных действий». 19 октября 2022 года Нуралиев был включён в санкционный список Украины, так как «программное обеспечение, созданное компанией "1С", имеет ключевое значение для российских хозяйствующих субъектов».

## Личная жизнь
Женат, воспитывает троих детей.